# Fityeház megállóhely
Fityeház megállóhely egy Zala vármegyei vasúti megállóhely Fityeház településen, a MÁV üzemeltetésében. A település külterületeinek keleti peremén található, néhány lépésre Nagykanizsa határvonalától, a 6833-as út mentén. Az erre elhaladó buszok itteni megállójától, egy rövidke, burkolatlan bekötőúton érhető el.
A megállóhelyen 2021. június 19-én üzemkezdettel megszűnt a személyforgalom, a vonatok megállás nélkül áthaladnak.

## Vasútvonalak
A megállóhelyet az alábbi vasútvonalak érintik:
- Budapest–Murakeresztúr-vasútvonal

## Kapcsolódó állomások
A megállóhelyhez az alábbi állomások vannak a legközelebb:
- Nagykanizsa vasútállomás (Budapest–Murakeresztúr-vasútvonal)
- Murakeresztúr vasútállomás (Budapest–Murakeresztúr-vasútvonal)